# De re cibaria
De re cibaria ('los alimentos') es un estudio exhaustivo de la gastronomía de Menorca publicado en 1923 por Pere Ballester. Contiene una variedad de recetas de repostería y cocina menorquina. El libro es una recopilación de recetas anónimas populares y tradicionales de la isla, provenientes principalmente de dos antiguos manuscritos de cocina menorquina, así como de personas cercanas al Ateneo de Mahón. Las recetas, no obstante, son breves y no están suficientemente detalladas como para que una persona ajena a esta tradición gastronómica, y que no tenga las bases culinarias, pueda reproducirlas sin problemas.
Al contrario de lo que ocurre en Cataluña y la Comunidad Valenciana, que cuentan con libros de cocina desde la Edad Media, como el Llibre de Sent Soví, en Menorca no existen referencias escritas de la gastronomía local isleña hasta finales del siglo XIX, con la notas, sin recetas, escritas por el Archiduque Ludwig Salvator en 1891.
Estas notas son el único testimonio escrito que nos ha llegado sobre la cocina menorquina hasta la publicación de De re cibaria, por lo que se considera una verdadera obra de referencia de la cocina antigua y tradicional de la isla.